# Lelo Mbele
Blaise Lelo Mbele, né le 10 août 1987 à Kalemie, Zaïre, est un footballeur congolais qui évolue au poste d'attaquant à Al-Ahli Manama.

## Biographie
Après avoir rejoint le CS Sfaxien en 2007, il signe un contrat de 3 ans en Arabie saoudite avec l'Al-Hilal FC en décembre 2007. Son transfert est estimé à 1 million d'euros. Lelo rejoint en 2009 la formation soudanaise du Al Hilal Omdurman ; le coût du transfert est estimé à 500 000 euros. Il joue ensuite en Libye (Al Nasr Benghazi), Malaisie (Selangor FA) et en Turquie (Şanlıurfaspor). En 2012, il signe dans le club algérien du Mouloudia Club d'Alger qui le prête pour la fin de saison au CA Batna. Il rejoint en 2014 un club angolais, le Petro Atlético.

## Palmarès
- Participation à la Coupe d'Afrique des nations 2006
- Vainqueur de la Coupe de la CAF en 2007 avec le CS Sfaxien
- Vainqueur du Challenge Vodacom en 2004 et 2005 avec l'AS Vita Club .